# Cubophis brooksi
Cubophis brooksi — вид змій родини полозових (Colubridae). Ендемік Гондурасу.

## Поширення і екологія
Cubophis brooksi є ендеміками невеликого острівця Літл-Сван-Айленд площею 2 км², розташованого в Карибському морі. Вони живуть в сухому тропічному лісі. Молоді особини полюють на анолісів, а дорослі — на невеликих ігуан та на дрібних птахів.

## Збереження
МСОП класифікує цей вид як такий, що перебуває на межі зникнення. Cubophis brooksi є досить поширеним видом в межах свого ареалу, однак йому загрожує хижацтво з боку інтродукованих кішок.